# Бъкел
Бъ̀кел – традиционен български дървен съд, използван предимно за носене на вода. Има две дъна и два чучура – един за наливане и друг за пиене. Може да се срещне в три форми – подобна на буренце, полегнал нисък цилиндър и овално триъгълна. Направен е от дървени плоскости, стегнати с дървени или железни обръчи. По-малък е от повечето бурета, които не са предназначени за пренасяне на вода, и има вместимост 5 – 10 литра.

## Етимология
Подобно на думата „бъклица“ и „бокал“ произлиза от италианската дума boccale, означаваща „вид съд“.

## Фразеологизми
Използва се в изрази като „Бъкел не разбирам“ и „Бъкел не знам“ със смисъл „Нищо не знам“. Думата „бъкел“ в тези изрази обаче има различен произход и значение, в което не се употребява днес. Смята се, че произлиза от славянски думи като пол. bąkać със значение „мърморя“, чеш. bukač и др.